# La Rupture (téléfilm)

La Rupture est un téléfilm français réalisé par Laurent Heynemann d'après un livre de Patrice Duhamel et Jacques Santamaria, diffusé pour la première fois le 26 novembre 2013 sur France 3. Il retrace notamment les relations conflictuelles entre Valéry Giscard d'Estaing et son Premier ministre Jacques Chirac.

## Synopsis
Le film débute à la fin du mandat du président Georges Pompidou, qui meurt deux ans avant la fin de son septennat. Il relate la campagne présidentielle de 1974 et le soutien apporté, sur les conseils de Marie-France Garaud et Pierre Juillet, par le gaulliste Jacques Chirac à Valéry Giscard d'Estaing. Après son élection à la présidence de la République, celui-ci nomme Chirac au poste de Premier ministre. Mais leurs relations se dégradent rapidement. Jacques Chirac démissionne en 1976, et participe ensuite à la défaite de Valéry Giscard d'Estaing face au socialiste François Mitterrand, qu'il rencontre secrètement au domicile d'Édith Cresson en 1980.

## Fiche technique
- Réalisation : Laurent Heynemann
- Premier assistant-réalisateur : Euric Allaire
- Production : Simone Halberstadt Harari (Effervescence Productions)
- Scénario : Patrice Duhamel, Jacques Santamaria
- Musique : Bruno Coulais
- Image : Robert Alazraki, AFC
- Son : Laurent Poirier, AFSI
- Décors : Denis Renault, ADC
- Maquillage : Guy Espitallier
- Coiffure : Gérard Carrissimoux
- Costumes : Anne David
- Montage : Marion Monestier
- Casting : Gérard Moulévrier, Estelle Chailloux

## Distribution
- Hippolyte Girardot : Valéry Giscard d’Estaing
- Grégori Derangère : Jacques Chirac
- Olivier Cruveiller : Pierre Juillet
- Géraldine Pailhas : Marie-France Garaud
- Éric Prat : Michel Poniatowski
- Philippe Uchan : Charles Pasqua
- Yvon Back : Michel d'Ornano
- Bruno Raffaelli : Alexandre Sanguinetti
- Estelle Skornik : Bernadette Chirac
- Philippe Manesse : Georges Pompidou
- Évelyne Buyle : Claude Pompidou
- Manon Simier : Laurence Chirac
- Patrick Rocca : Olivier Guichard
- Christian Cloarec : Pierre Messmer
- Mario Hacquard : François Mitterrand
- Marianne Bateman Novaes : Anne-Aymone Giscard d'Estaing
- Yves Lambrecht : Jacques Chaban-Delmas
- Marie Piton : Édith Cresson
- Éric Naggar : Jean de Lipkowski
- Pierre Aussedat : Jérôme Monod
- Réginald Huguenin : Michel Guy
- Gilles David : Roger Frey
- Pascal Oumakhlouf : Le chauffeur de Chirac
- Stéphanie Mathieu : La secrétaire de Pasqua
- Xavier Lemaître : Le moniteur de ski, invité de Giscard à Brégançon
- Caroline Stas : La gouvernante
- Charles Coran : L'huissier de l'Élysée
- Guillaume Jouanin : L'huissier de l'Intérieur
- Michel Lepriol : Le maître d'hôtel

## Lieux de tournage
- 8e arrondissement de Paris : palais de l'Élysée[3]
- Abbaye de Royaumont (Val-d'Oise), pour les scènes du Fort de Brégançon[3]